# Fustiaria crosnieri
Fustiaria crosnieri is een Scaphopodasoort uit de familie van de Fustiariidae. De wetenschappelijke naam van de soort is voor het eerst geldig gepubliceerd in 1979 door Nicklès.